# 平岩基親
平岩 基親（ひらいわ もとちか、生没年不詳）は、戦国時代の武将。通称は矢之助。

## 略歴
東条松平家の家臣。
弘治2年（1556年）、東条松平家の松平義春隊に属し日近城の奥平貞直を攻めるも義春が討死し、退却の途中平岩元重と共に敵を退け、戦死した義春の屍を負って帰ったという。
永禄3年（1560年）、桶狭間の戦いの前哨戦である松平元康（徳川家康）の丸根砦攻めに参加。桶狭間における味方の敗北を知らされた元康により、その真偽を確かめるために平岩元重、服部久左衛門とともに派遣された。
元康が今川氏から自立した後、元康に従って東条松平家の松平家忠の陣代になった松井忠次（松平康親）に属した。永禄4年（1561年）、東条城の戦い（藤波畷の戦い）で忠次が敵の矢に当たって傷を受け窮地に陥ったが、基親が矢を放ってその敵を射殺して救い出した。矢之助の通称はその戦功を称えて賜ったという。
その後、姉川の戦い、鳶ヶ巣山の戦いで戦功を挙げた。
嫡男九郎左衛門元正も松平康親・康重に属し、のちに家忠の跡を継いで東条松平家当主となった徳川家康の四男松平忠吉に仕え、忠吉の死後に徳川義直に仕えて子孫は尾張藩士となった。